# Acacia aulacophylla
Acacia aulacophylla é uma espécie de leguminosa do gênero Acacia, pertencente à família Fabaceae.